# Szamil Mamiedow
Szamil Alijewicz Mamiedow (ros. Шамиль Алиевич Мамедов; ur. 8 lutego 2001) – rosyjski zapaśnik dagestańskiego pochodzenia, walczący w stylu wolnym. Lezgin. Mistrz świata juniorów 2021. Brązowy medalista mistrzostw świata w 2023, a także mistrzostw świata kadetów 2018. Triumfator mistrzostw Rosji 2023, oraz zawodów Grand Prix Iwana Jarygina 2022 i 2023 roku.